# Carpio Medianero
Carpio Medianero es una localidad de 25 habitantes perteneciente al municipio de Diego del Carpio, en la provincia de Ávila, comunidad autónoma de Castilla y León, España. Judicialmente pertenece al Partido de Piedrahíta. 

## Historia
Al igual que las localidades vecinas de Horcajo Medianero y Chagarcía Medianero toma la denominación "Medianero" por situarse en la mediana (frontera histórica) entre los reinos de León y de Castilla.
La iglesia de la localidad data del año 1600 y es de arte románico español.
La fiesta del pueblo es el 17 de enero en honor a San Antón, pero el segundo fin de semana de agosto se celebran las fiestas populares (Juegos tradicionales durante el día para todas las edades y discoteca móvil u orquestas hasta altas horas de la noche). Estas fiestas son más destacadas que las de enero, ya que por estas fechas el pueblo registra más habitantes, llegando hasta los 300 e incluso más, debido a la gente de los pueblos más cercanos que vienen a disfrutar del ambiente.

## Demografía
| Gráfica de evolución demográfica de Carpio Medianero entre 1842 y 1970 |
| |
| Población de derecho según los censos de población del INE. Población de hecho según los censos de población del INE.En este censo se denominaba Carpio y Medianero: 1842. Entre el censo de 1981 y el anterior, este municipio desaparece porque se integra en el municipio Diego del Carpio. |